# Edwardstone
Edwardstone er en by i Babergh-distriktet, Suffolk, England, med et indbyggertal (pr. 2011) på 352. 
Det inkluderer Mill Green, Priory Green, Round Maple og Sherbourne Street. Byen ligger 87 km fra London. Det grænser op til Boxford, Great Waldingfield, Groton, Little Waldingfield, Milden og Newton. Den nævnes i Domesday Book fra 1086, hvor den kaldes Eduardestuna. John Winthrop, guvernør for Massachusetts Bay Colony blev født i Edwardstone. Den har 31 fredede bygninger. Det har en kirke dedikeret til Jomfru Maria.